# 橋本あおい
橋本 あおい（はしもと　あおい、5月4日 - ）は、日本の漫画家。

## 作品

### 漫画
- 酔いどれ恋をせず2(2018年12月　新書館)
- 酔いどれ恋をせず1(2017年9月　新書館)
- いつもの時間、いつもの場所で。1(2017年7月　徳間書店)
- 伸るか反るか(2016年5月　新書館)
- きこえる?(2016年2月　ホーム社)
- BlueMoon,Blue ~between the sheets~(2015年4月　新書館)
- S+RUSH!!(2014年2月　ホーム社)
- RUSH!(2012年8月　ホーム社)
- ふたりの熱量(2013年12月　新書館)
- between the sheets(2013年11月　新書館)
- 恋とセンチメンタリズム(2012年10月　新書館)
- それでは今日もいただきます。(2011年12月　新書館)
- スーツを脱いだら(2010年10月　新書館)
- それを愛だと思うなよ(2009年11月　オークラ出版)
- 東雲荘物語(2008年8月　新書館)
- 犬と呼んでください(2006年11月　オークラ出版)
- ビストロRyuへようこそ(2006年7月　海王社)
- その手をつないで(2004年7月　海王社)

### 挿絵
- それは運命の恋だから(月村奎著 2018年4月 新書館)
- 優しくほどいて(海野幸著 2018年2月 二見書房)
- 溺愛スウィートホーム(鳥谷しず著 2016年7月 新書館)
- はじめてのひと(田知花千夏著 2015年2月 徳間書店)
- 宵越しの恋(川琴ゆい華著 2014年9月 KADOKAWA/メディアファクトリー)
- 建設現場に恋の花(うえだ真由著　2014年9月 新書館)
- 厄介と可愛げ(渡海奈穂著　2013年2月 新書館)
- 普通ぐらいに愛してる(久我有加著　2010年8月　新書館)
- 愛されたい距離(榊花月著　2009年5月　オークラ出版)
- 惑いの情熱(かのえなぎさ著　2008年9月 二見書房)
- 再婚相手をぶっ飛ばせ！！(森本あき著　2008年1月　白泉社)
- 恋愛確率1％(真上寺しえ・橋本あおい著　2007年6月　角川書店)
- WISH(月村奎著　2007年3月 新書館)
- 恋の行方は天気図で(うえだ真由著　2007年2月　新書館)
- やさしいつみ(杏野朝水著　2005年4月　オークラ出版)

## 作品提供

### ドラマCD
- between the sheets（2014年1月31日 新書館)